# Fimbristylis glaucophylla
Fimbristylis glaucophylla är en halvgräsart som först beskrevs av Johann Otto Boeckeler, och fick sitt nu gällande namn av Alan Ackerman Beetle. Fimbristylis glaucophylla ingår i släktet Fimbristylis och familjen halvgräs. Inga underarter finns listade i Catalogue of Life.